# Zonocryptus rufipes
Zonocryptus rufipes là một loài tò vò trong họ Ichneumonidae.